# Agustín Cárdenas

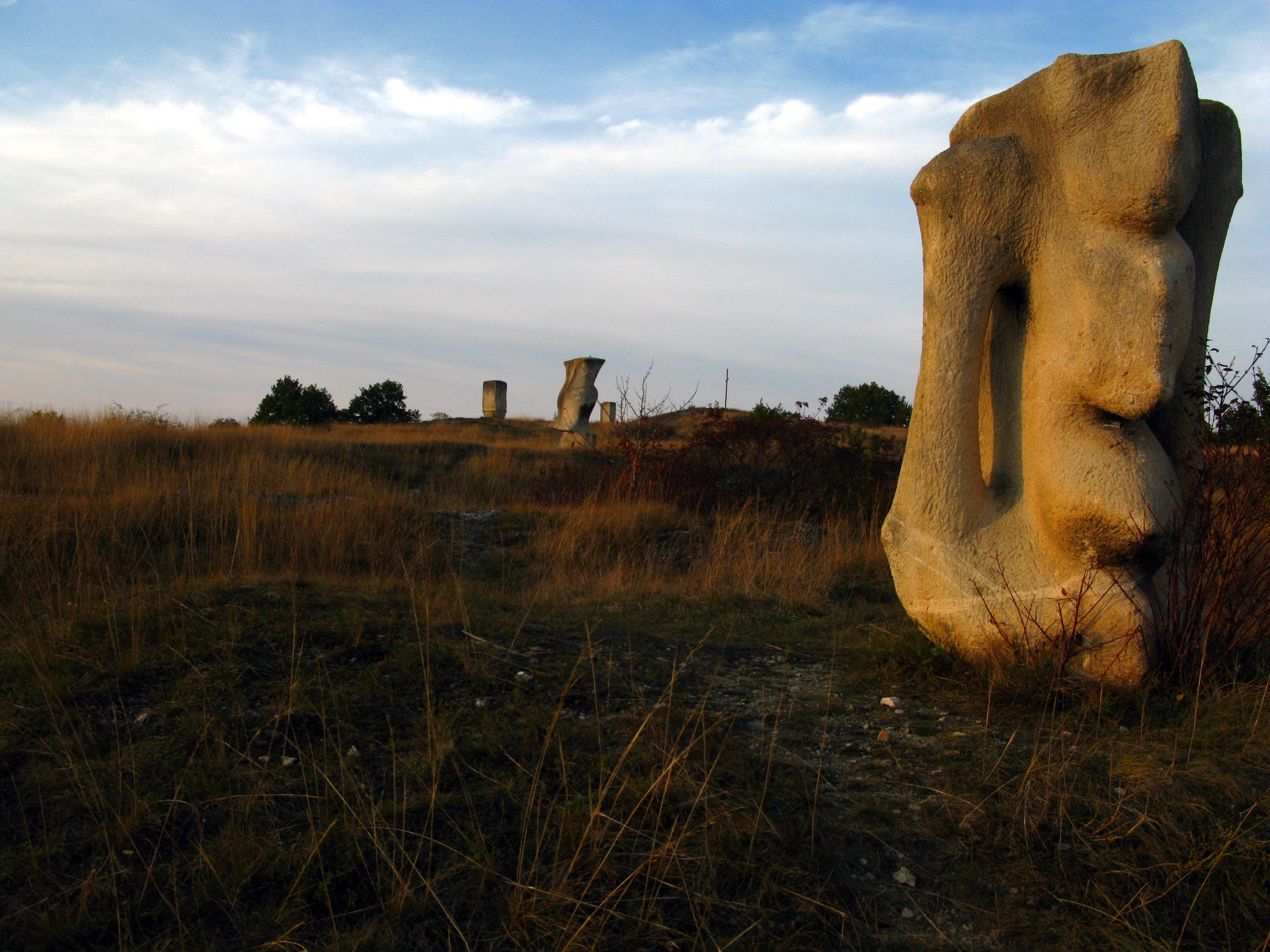
Zonder titel (1961), Sankt Margarethen im Burgenland

Agustín Cárdenas (Matanzas, 10 april 1927 – Havana, 9 februari 2001) was een Cubaanse schilder en beeldhouwer.

## Leven en werk
Agustín Cárdenas Alfonso (ook wel genaamd Augustin Cardenas) werd van 1943 tot 1949 opgeleid aan de Academia Nacional de Bellas Artes San Alejandro in Havana. Hij nam in 1954 voor het eerst deel aan een groepsexpositie van hedendaagse beeldhouwkunst in Havana. In 1955 vertrok hij naar Parijs, waar hij al snel in contact kwam met de surrealisten rond André Breton. In Parijs exposeerde hij vanaf 1956 bij galeries en hij nam regelmatig deel aan de diverse salons, zoals de Salon de la Jeune Sculpture, de Salon des Réalités Nouvelles en de Salon de Mai. Hij betrok hij een atelier in de wijk Montparnasse, maar verhuisde in 1968 naar Meudon en werkte in zijn atelier in Nogent-sur-Marne. Hij was in 1961 deelnemer aan het Symposion Europäischer Bildhauer met acht andere steenbeeldhouwers in Sankt Margarethen im Burgenland in Oostenrijk. Zijn beeldhouwkunst is abstract, maar neigt naar het surrealisme en hij is beïnvloed door de beeldhouwers Constantin Brâncuşi, Hans Arp en Henry Moore. Zijn werken voerde hij uit in hout, carraramarmer, graniet en (na 1982) brons. Vele musea en beeldenparken in Europa, Azië en Noord-Amerika hebben werk van Cardenas in hun collectie.
In 1995 ontving hij, samen met de beeldhouwster Rita Longa, in Havana de Premio Nacional de Artes Plásticas.

## Werken (selectie)
- Antillian Couple (1957), Philadelphia (VS)
- zonder titel (1961), Symposion Europäischer Bildhauer in Sankt Margarethen im Burgenland (Oostenrijk)
- Untitled (1964), Parc Mont-Royal, Montreal (Canada)
- L (1968), beeldenpark Openluchtmuseum voor beeldhouwkunst Middelheim, Antwerpen (België)
- La Grande Fenêtre (1974), Musée de la sculpture en plein air, Parijs (Frankrijk)
- Le Fruit de la Mémoire, Lowe Museum of Art, Miami (VS)
- Family (1988), Seoul Olympic Sculpture Park, Seoel (Zuid-Korea)
- La Familia (1989), Universiteit van Miami (VS)